# Hamelia axillaris
Hamelia axillaris är en måreväxtart som beskrevs av Olof Swartz. Hamelia axillaris ingår i släktet Hamelia och familjen måreväxter. Inga underarter finns listade i Catalogue of Life.